# Michael Rombach
Michael Rombach (* 1967 in Stegen) ist ein deutscher Physiker und Medienmanager. Seit Januar 2019 ist er Produktionsdirektor des Zweiten Deutschen Fernsehens. Von September 2007 bis Oktober 2018 hatte er dieselbe Funktion beim NDR inne.

## Leben
Rombach absolvierte 1986 in Freiburg im Breisgau sein Abitur und studierte anschließend Physik an der dortigen Albert-Ludwigs-Universität. 1992 begann er im Rahmen eines interdisziplinären Studienprogramms der Deutschen Forschungsgemeinschaft mit seiner Promotionsarbeit, die er 1995 erfolgreich abschloss. Anschließend war Rombach bis 1998 wissenschaftlicher Mitarbeiter am Fraunhofer-Institut für Werkstoffmechanik in Freiburg. Im Folgejahr wechselte er zum SWR und wurde Leiter der in Stuttgart ansässigen Abteilung Unternehmensplanung. 2001 wurde er in Baden-Baden Hauptabteilungsleiter Zentrale Aufgaben in der Direktion Produktion und Technik und stellvertretender Produktionsdirektor.
Am 15. Juni 2007 stimmte der Verwaltungsrat des NDR Rombachs Berufung zum dortigen Produktionsdirektor zu, er trat sein Amt zum 1. September desselben Jahres an. Zu seinen wichtigsten Projekten beim NDR zählten unter anderem die technische Erneuerung des ARD-aktuell-Studios und der Umstieg von DVB-T auf DVB-T2, den er zwischen 2013 und 2015 als Vorsitzender der ARD-Produktions- und Technikkommission federführend verantwortete. Ende April 2018 wurde bekannt, dass Rombach als Produktionsdirektor zum ZDF wechseln wird. Er trat den Posten zum 1. Januar 2019 als Nachfolger von Andreas Bereczky an. Bereits zum 31. Oktober 2018 schied er als Produktionsdirektor des NDR aus. Im Mai 2023 verlängerte der ZDF-Verwaltungsrat Rombachs Vertrag bis Jahresende 2028.
Rombach gehört seit 2016 dem Vorstand der Deutschen TV-Plattform an, im April 2018 wurde er stellvertretender Vorsitzender des Vereins.